# Арнолфо ди Камбио
Арно́лфо ди Ка́мбио (на италиански: Arnolfo di Cambio) е италиански скулптор и архитект от втората половина на XIII век, чието творчество олицетворява прехода от готиката към Ранния ренесанс.

## Биография
Арнолфо изучава живопис при Чимабуе и скулптура при Николо Пизано. Той е главният помощник на Пизано при работата му по мраморния амвон на Сиенската катедрала (1265 – 1268). Скоро започва да работи самостоятелно в жанра на погребалната скулптура.
През 1276 – 1277 г. се намира в Рим, а статуята на крал Шарл I Анжуйски на Капитолия е негова творба.
През 1281 г. създава фонтан в Перуджа, а фигурите, които оцеляват, са в Националната галерия на Умбрия в града.
Около 1282 г. завършва паметника на кардинал дьо Брей в църквата „Сан Доменико“ в Орвието. Скулптурата на Мадоната на гробницата на кардинала е изваяна чрез преправяне на статуя на римската богиня на изобилието. Възможно е проектът на катедралата да принадлежи на Ди Камбио. В същото време той създава сцени за Рождество Христово за римските базилики „Санта Мария Маджоре“ и Санта Мария ин Арачели, паметника на папа Бонифаций VIII (1300 г.) и бронзовата статуя на св. Петър в базиликата „Свети Петър“ в Рим.
- Бонифаций VIII (1300 г.)
- Бронзова статуя на св. Петър в базиликата „Свети Петър“
- Мадоната с Младенеца